# Jacques Droz (architecte)
Pour les articles homonymes, voir Droz et Jacques Droz.
Jacques Droz, né le 14 septembre 1882 à Paris 8e, mort le 27 mai 1955 à Yvoy-le-Marron (Loir-et-Cher), est un architecte français ayant essentiellement réalisé des églises en France. Il a travaillé avec le sculpteur Carlo Sarrabezolles.

## Principales réalisations
- 1924 : Église Saint-Louis de Vincennes avec Joseph Marrast. Photo

- 1925 : La chapelle du Village français à l'Exposition des Arts Décoratifs à Paris. Photo

- 1926 : Église Sainte-Jeanne-d'Arc de Meudon

- 1927-1928 : Église Saint-Martin de Vendhuile (Aisne)

- 1933 : Église Sainte-Jeanne-d'Arc de Nice avec Louis Cactel. Photo